# Pseudechis
Genre
Pseudechis est un genre de serpents de la famille des Elapidae. 

## Répartition
Les espèces de ce genre se rencontrent en Australie et en Nouvelle-Guinée. Leur habitat est très varié allant des zones arides aux zones marécageuses. 

## Description
Toutes ces espèces sont venimeuses et peuvent infliger des morsures mortelles pour l'homme. Ils mesurent en moyenne deux mètres de long et leurs couleurs sont variées : certains sont bruns, d'autres sont presque noirs. Les espèces les plus faciles à identifier sont Pseudechis porphyriacus et Pseudechis australis. Ces serpents se nourrissent de lézards, de grenouilles, d'oiseaux, de petits mammifères et même d'autres serpents.
Toutes ces espèces, en dehors du Pseudechis porphyriacus , sont ovipares.

## Liste des espèces
Selon The Reptile Database (12 janvier 2013) :
- Pseudechis australis (Gray, 1842)
- Pseudechis butleri Smith, 1982
- Pseudechis colletti Boulenger, 1902
- Pseudechis guttatus De Vis, 1905
- Pseudechis pailsei (Hoser, 1998)
- Pseudechis papuanus Peters & Doria, 1878
- Pseudechis porphyriacus (Shaw, 1794)
- Pseudechis rossignolii (Hoser, 2000)
- Pseudechis weigeli (Wells & Wellington, 1987)

## Publication originale
- Wagler, 1830 : Natürliches System der Amphibien : mit vorangehender Classification der Säugethiere und Vögel : ein Beitrag zur vergleichenden Zoologie. München, p. 1-354 (texte intégral).